# Rudolf Weber (Maler, 1872)
Rudolf Weber (* 26. Februar 1872 in Wien; † 15. Juni 1949 in Krems-Stein) war ein österreichischer Maler.

## Künstlerische Ausbildung und Tätigkeit

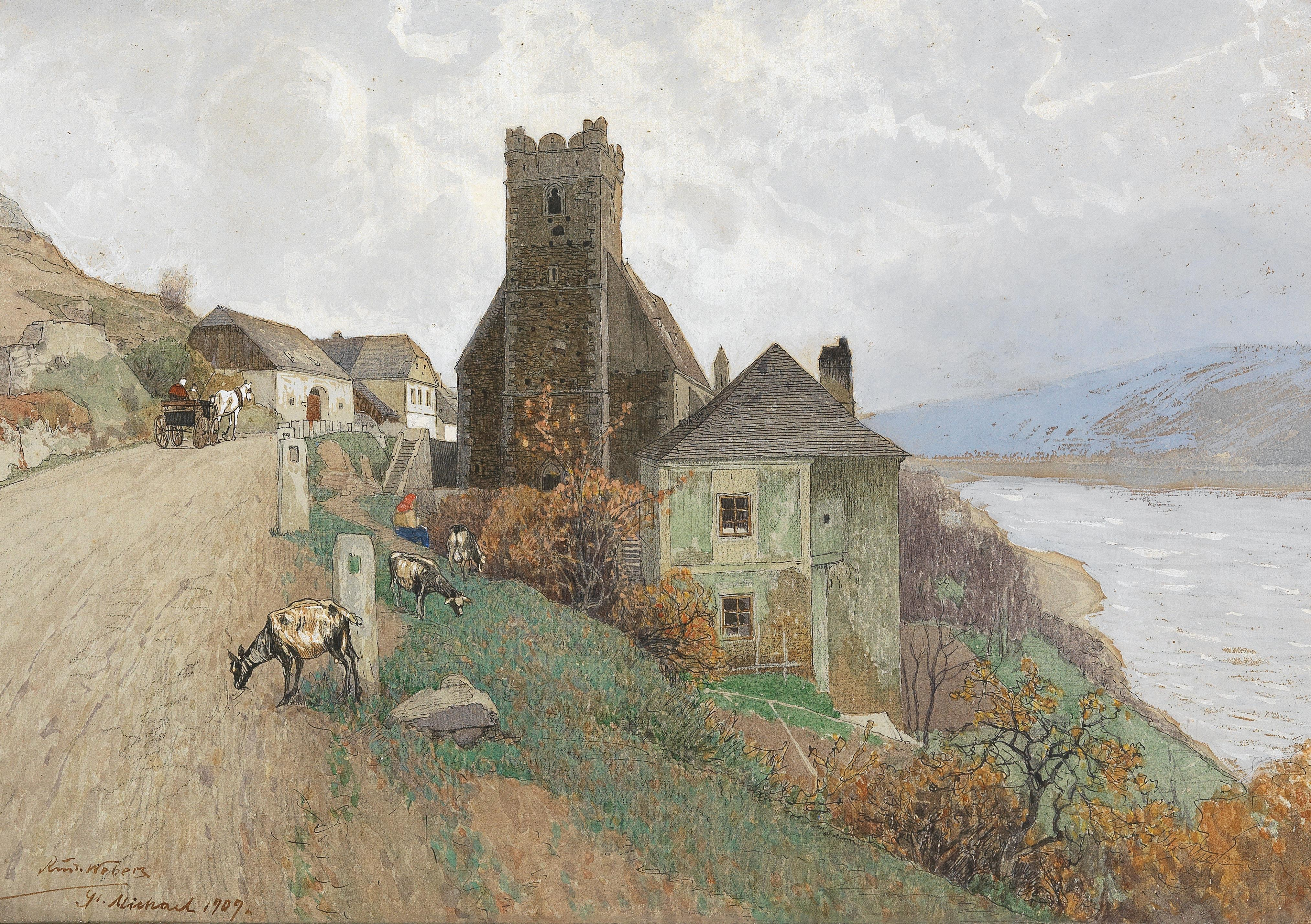
Donauufer in St. Michael, 1909

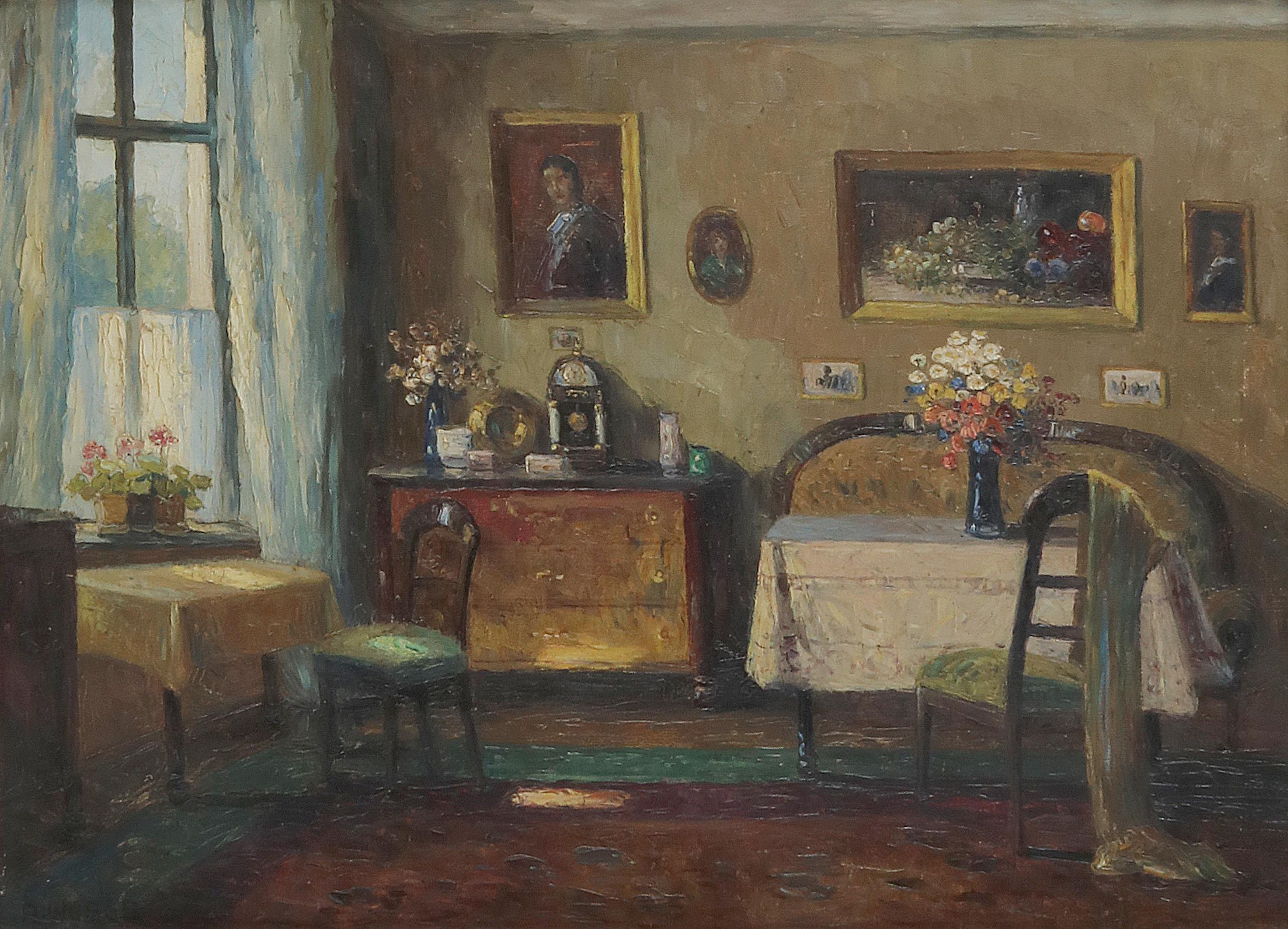
Interieur

Rudolf Weber war Schüler des Theatermalers Anton Brioschi. Abschluss an der Staatsgewerbeschule und Studium an der Wiener Akademie bei Eduard Peithner von Lichtenfels. Anfänglich als Landschaftsmaler bevorzugte Weber Motive aus den Bergen und südlichen Gegenden. Er stellte regelmäßig im Wiener Künstlerhaus aus. Um 1900 übersiedelte er nach Spitz an der Donau. Dort konzentrierte er sich fast ausschließlich auf die Darstellung der Wachau, insbesondere auf die Umgebung von Spitz. 1921 übersiedelte er nach Stein an der Donau. Er heiratete die Malerin Anna Tischler (1881–1955). Gemeinsame Studienreisen führten ihn nach Südtirol an den Gardasee und an die Adria. Ab 1933 war er in Krems an der Donau tätig und gehörte dort dem Wachauer Künstlerbund an.
Weber malte der realistischen Tradition verbunden hauptsächlich österreichische und italienische Landschaftsmotive aber auch Porträts. Bekannt sind neben Aquarellen, Webers feine, mittels Gouache auf Papier gemalte Landschaften, aber auch seine Impastos, in Spachteltechnik ausgeführten Ölgemälde.

## Werke
- Smyrna, Marktszene in einer alten türkischen Stadt
- Villa d’Este bei Rom
- Zwei Kinder am Teich
- Sommerstimmung – Schafe an einer Holzbrücke
- Windischgarsten
- Herbstmorgen an der Pielach
- Kartoffelernte im Marchfeld
- Nepomukstatue in Feld- und Wiesenlandschaft
- Motive bei Loiben, Wachau
- Weiden am Bach
- Fischer an der Mole
- Ansicht von Venedig